# Charles Ernest Weatherburn
Charles Ernest Weatherburn   (Chippendale, Sydney, 18 de juny de 1884 - Claremont, Perth, 18 d'octubre de 1974) va ser un matemàtic australià.

## Vida i Obra
Va graduar-se en matemàtiques a la universitat de Sydney el 1906, essent deixeble d'Horatio Carslaw. Després va anar al Trinity College (Cambridge) on va superar els exàmens de matemàtiques el 1908. El 1916 va obtenir el doctorat a Sydney. Va ser professor del Ormond College de Melbourne fins al 1923, en que va ser nomenat catedràtic de matemàtiques de la universitat de Canterbury a Nova Zelanda.
El 1929, en crear-se el departament de matemàtiques a la universitat d'Austràlia Occidental a Perth, va ser nomenat cap del departament. Va romandre en aquesta universitat fins a la seva jubilació el 1952.
Weatherburn va fer aportacions significatives en els camps de l'anàlisi vectorial, de la geometria diferencial i del càlcul. D'especial rellevància va ser el seu llibre de text sobre anàlisi vectorial (1921) reimprès en nombroses ocasions.